# Трибуна хлібороба (Христинівська міська громада)
«Трибуна хлібороба» — щотижнева громадсько-політична газета Христинівської міської громади Уманського району Черкаської області.

## Історія
Заснована 1931 року як «Колгоспник Христинівщини». Перший номер вийшов 2 червня того ж року.
У 1930-х роках була ретранслятором ідей партії та уряду, виконувала роль своєрідного керівного органа, який втручався у всі справи і активно сприяв реалізації настанов партії. У статтях, дописах, замітках тих років, які подавали, як правило, активісти, відображено реакцію населення на колективізацію, насильницькі хлібо-, м'ясо-, молоко- та іншого роду заготівлі. У кожному населеному пункті району газета мала власних інформаторів та донощиків (сількорів).
На 1939 рік газета втратила статус окремого керівного партійного органа, однак залишала за собою роль рупора партії в районі. За 1939 рік вийшло 179 номерів. Загальний наклад кожного номера становив 2 тис. примірників. Газета виходила на двох сторінках. Коли друкувалися матеріали партійного з'їзду чи пленуму, виступи очільників партії — на чотирьох. Виходила 15 разів на місяць. Ціна номера становила 5 копійок, а передплата на рік — 9 карбованців.
З 5 лютого 1958 року газета розпочала виходити під назвою «Радянське життя».
У 1963—1965 роках виходила під назвою «За честь хлібороба».
З 1 квітня 1965 року виходить під назвою «Трибуна хлібороба».
До 2014 року газета виходила двічі на тиждень — у середу та суботу — і мала незмінний десятки років формат та дизайн.
Розпорядженням Христинівської районної державної адміністрації від 20 вересня 2018 року № 133 "Про вихід зі складу засновників друкованого засобу масової інформації – газети «Трибуна хлібороба» та редакції газети «Трибуна хлібороба» та Рішенням Христинівської районної ради VII скликання від 26 вересня 2018 року № 30-4/VII «Про реформування друкованого засобу масової інформації та редакції, співзасновником яких є Христинівська районна рада» газету виведено з комунальної власності та приватизовано. Від 10 січня 2019 року новим засновником та власником видання стало ТзОВ "Редакція газети «Трибуна хлібороба».

## Сьогодення
Газета «Трибуна хлібороба» є регіональним тижневиком, який поширюється серед читачів Христинівської міської громади Уманського району Черкаської області.
Видання розповсюджується виключно по передплаті за двома індексами: відомча та для індивідуальних передплатників.
Газета є інформаційним бюлетнем районної влади. Тираж газети «Трибуна хлібороба» підтримується лише завдяки використанню органами районної влади адмінресурсу. Вона є практично обов'язковою для передплати держслужбовцями та працівниками бюджетної сфери.
Обсяг газети — 4 друкованих аркуші
Газета виходить щочетверга на 8 сторінках з програмою телебачення.